# SLC22A3
أسرة ناقل المذاب 22 العضو 3 (SLC22A3) ويُعرف كذلك باسم ناقل الكاتيون العضوي 3 (OCT3) أو ناقل أحادي الأمين خارج العصبوني (EMT) هو بروتين يُرمّز لدى البشر بواسطة جين SLC22A3.

## التوزع النسيجي
ناقلات الكاتيون العضوي متعددة الاختصاص المتواجدة في الكبد والأمعاء والأعضاء الأخرى أساسية في إزالة العديد من الكاتيونات العضوية الصغيرة داخلية المنشأ وكذلك إزالة مجموعة واسعة من العقارات والذيفانات البيئية. هذا الجين أحد ثلاثة جينات متشابهة ترمِّز ناقلات كاتيون وتتواجد في تجمع [الإنجليزية] على الكروموسوم 6. يحتوي البروتين المرمَّز على 12 نطاق عبر غشائي محتملا وهو بروتين غشائي مدمج.
يتوزع OCT3 على نطاق واسع في النسيج الدماغي، وغير واضح تماما ما إذا كان يتموضع أساسا في العصبونات أو الخلايا الدبقة. تشمل مناطق الدماغ التي أبلغ عن تواجده فيها: الحصين، القشرة خلف الشريطية [الإنجليزية]، القشرة البصرية، تحت المهاد، اللوزة الدماغية، النواة المتكئة، المهاد، نوى الرفاء [الإنجليزية]، مرفد الحصين [الإنجليزية]، الأكيمة السفلية والعلوية وجزر كاليها [الإنجليزية].

## علم العقاقير
ناقل الكاتيون العضوي 3 هو ناقل متعدد الاختصاص نقله مستقل عن الصوديوم. تشمل ركائز هذا الناقل: الهيستامين، السيروتونين، الدوبامين وMPP+. يمكن أن تختلف قدرة النقل وألفة الناقل لهذه الركائز بين النظير البشري والجرذي.
يثبَّط نشاط النقل الخاص بـOCT3 بواسطة تعاطي العقارات الترفيهي والعلاجي ومنها: مدما، فينسيكليدين (PCP)، ديزوسيلبين [الإنجليزية] (MK-801)، أمفيتامين، ميثامفيتامين، والكوكايين. يُثبط النقل كذلك بواسطة المركب الكيميائي ديسينيوم-22 [الإنجليزية] والتراكيز الفيسيولوجية للكورتيكوستيرون والكورتيزول. قيم ثابت التثبيط (Ki) للديسينيوم-22 والكورتيكوستيرون الخاصة بـOCT3 أقل بـ10 و100 مرة على التوالي من قيمها الخاصة بـ OCT1 وOCT2. يُعتقد أن تأثير الهرمونات القشرية السكرية يشرح ظاهرة الانتكاس الذي يسببه الضغط لدى المدمنين المتعافين، حيث يسبب تثبيط نقل الدوبامين إعادة تنشيط مسارات الدوبامين فائقة التحسس التي لها دور في سلوك السعي للحصول على العقار وفي التميز المرغّب.